# Mormonský chrámový sbor

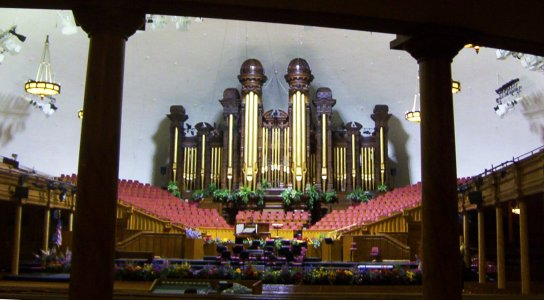
Slavné varhany v Salt Lake Tabernacle, sídle sboru

Mormonský chrámový sbor (angl. Mormon Tabernacle Choir) je světoznámý pěvecký smíšený sbor složený z 360 dobrovolníků. z řad členů mormonské Církve Ježíše Krista Svatých posledních dnů, který působí při Salt Lake Tabernacle v Salt Lake City. Členství ve sboru je omezeno jednak věkem (25-60 let), jednak délkou (nejdéle 20 let).
Sbor byl založen v srpnu 1847, od 15. července 1929 pravidelně vysílá jednou týdně rozhlasový pořad Music and the Spoken Word (od 60. let má i televizní verzi), který dnes přebírá asi 1500 radiových, televizních a kabelových stanic po celém světě. Mezi alby nahranými a vydanými sborem od roku 1910 je 5 zlatých a dvě platinová.
Sbor náleží k nejslavnějším sborům světa, za svoji dlouhou existenci vykonal několik turné po světě a obdržel pestrou sbírku prestižních ocenění.